# Otto Würsch

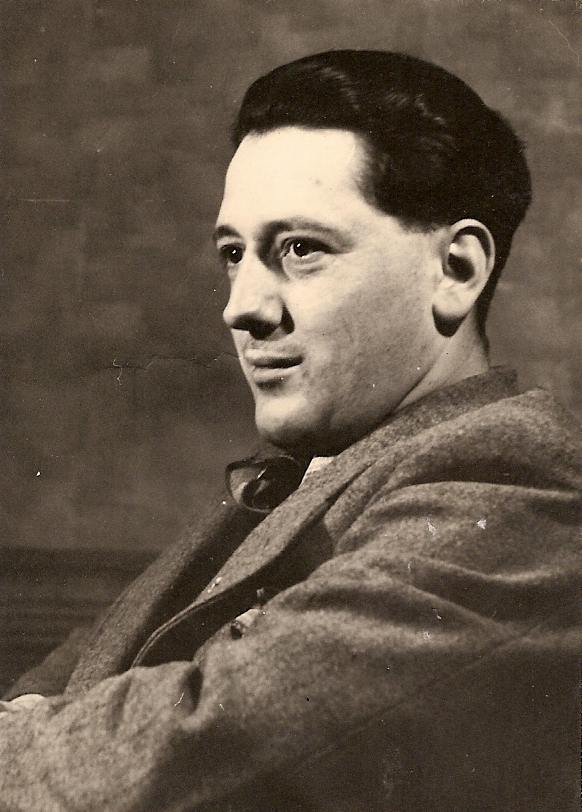
Otto Würsch

Otto Würsch (* 8. August 1908 in Luzern; † 23. Dezember 1962 in Kilchberg ZH) war ein Schweizer Musiker, Komponist und Dirigent.
Würsch wuchs in Luzern als Sohn des Maurerpoliers und Trompeters Otto Kaspar Würsch (von Emmetten NW) und der Giovanna Maria Torelli (von Cerentino TI) auf. Seine theoretische Ausbildung erhielt er an der Musikakademie Luzern. Als Musiker spielte er Piston, Posaune und Bassgeige in verschiedenen Schweizer Musikensembles, unter anderem in der Luzerner Kapelle Sebastian Kaufmann. Mit dem Schweizer Klarinettisten und Saxophonisten Kaspar Muther nahm er mit der Ländlerkapelle Muther & Würsch Schallplatten bei His Master’s Voice auf.
1934 wurde Würsch Solohornist des Radio-Orchesters Zürich, das zehn Jahre später als Theaterformation dem Tonhalle-Orchester angegliedert wurde. Von 1943 bis 1953 wurde er an die Luzerner Festspielwochen berufen.
1947 übernahm Otto Würsch die musikalische Leitung der Korpsmusik der Kantonspolizei Zürich und gründete 1958 die Kleinformation Original Freudenberger Dorfmusik, für die er eigene Stücke komponierte. 1953 übernahm er bis zu seinem Tod die musikalische Leitung der Harmonie Wädenswil.
Zahlreiche Kompositionen zeugen von seinem breitgefächerten Können. Bekannt wurde insbesondere sein Polizischt-Wäckerli-Marsch.